# Manuel Silva Suárez
Manuel Silva Suárez (Sevilla, 27 de gener de 1951) és un enginyer, acadèmic i catedràtic d'universitat espanyol.

## Biografia
El 1978, Manuel Silva es va doctorar en enginyeria automàtica pel Institut National Polytechnique de Grenoble (França) i, el 1979, es va doctorar en enginyeria industrial per la Universitat de Sevilla.
El 1981 va passar a treballar com a catedràtic d'Enginyeria de Sistemes i Automàtica a l'Escola d'Enginyeria i Arquitectura de la Universitat de Saragossa, llavors Escola Tècnica Superior d'Enginyers Industrials. Va ser director del centre entre 1987 i 1993 i, durant el seu mandat, va incorporar els estudis d'Enginyeria de Telecomunicació (1989) i d'Informàtica (1992) a la universitat aragonesa. A més, va fundar el Grup d'Enginyeria de Sistemes i Informàtica, precedent de l'actual Departament d'Informàtica i Enginyeria de Sistemes, i va ser diverses vegades membre del Claustre i de la Junta de Govern de la Universitat de Saragossa.
L'any 2000 va ser nomenat Acadèmic Numerari de la Reial Acadèmia d'Enginyeria d'Espanya i, el 2014, va passar a ingressar com a Acadèmic electe a la Reial Acadèmia de Ciències Exactes, Físiques, Químiques i Naturals de Saragossa amb el discurs De discretos y fluidos: entre la fidelidad y complejidad.

## Obra
Manuel Silva figura com a autor o coautor de més de tres-centes publicacions.
El seu camp preferent de recerca són els sistemes d'esdeveniments discrets (SED), sobretot en el paradigma de les xarxes de Petri. Es considera que Silva va introduir aquestes representacions en Espanya amb el llibre Las Redes de Petri en la Automática y la Informática (Ed. AC, Madrid, 1985).

## Premis i reconeixements
Manuel Silva va rebre la medalla de la ciutat de Lilla el 1996, i el premi de l'Associació d'Enginyers de Telecomunicació al gener de 2001. Va ser investit doctor honoris causa per la Universitat de Reims-Champagne-Ardenne al novembre de 2005.